# Sarah Maldoror
Sarah Maldoror, all'anagrafe Marguerite Sarah Durados (Condom, 19 luglio 1929 – Saint-Denis, 13 aprile 2020) è stata una regista cinematografica, attivista e regista teatrale francese.

## Biografia
Nata in Francia da emigranti della Guadalupe, consacrò la propria vita artistica alla rappresentazione dei paesi decolonizzati. 
Realizzò spettacoli teatrali impiegando attori africani e caraibici. 
In campo cinematografico mosse i primi passi facendo da assistente a Gillo Pontecorvo nel più celebre film del maestro italiano, La battaglia di Algeri. Dopo aver diretto un cortometraggio, incentrato sulle tappe che portarono all'indipendenza dell'Angola,  divenne la prima regista nera a girare una pellicola in Africa, Sambizanga (da lei anche sceneggiata), dove riprese le stesse tematiche. Diresse poi altri film e anche alcuni documentari.
Sarah Maldoror morì il 13 aprile 2020 per complicazioni da COVID-19: aveva 90 anni ed era vedova del politico angolano Mário Pinto de Andrade , col quale mise al mondo due figlie.

## Filmografia

### Regista

#### Lungometraggi
- Des fusils pour Banta (1971)
- Sambizanga  (1972)

#### Cortometraggi
- Monangambé (1968)
- Fogo, l'île de feu (1979)
- Cap-Vert, un carnaval dans le Sahel (1979)
- À Bissau, le carnaval (1980)